# Crupies
Crupies ist eine französische Gemeinde mit 97 Einwohnern (Stand 1. Januar 2022) im Département Drôme in der Region Auvergne-Rhône-Alpes. Sue gehört zum Arrondissement Die.

## Geografie
Das 13,16 km² große Gemeindegebiet wird vom Fluss Roubion durchquert. Das Siedlungsgebiet ist sehr klein, ein großer Anteil der Gemeindefläche von Crupies ist landwirtschaftlich genutztes Land.

## Bevölkerungsentwicklung

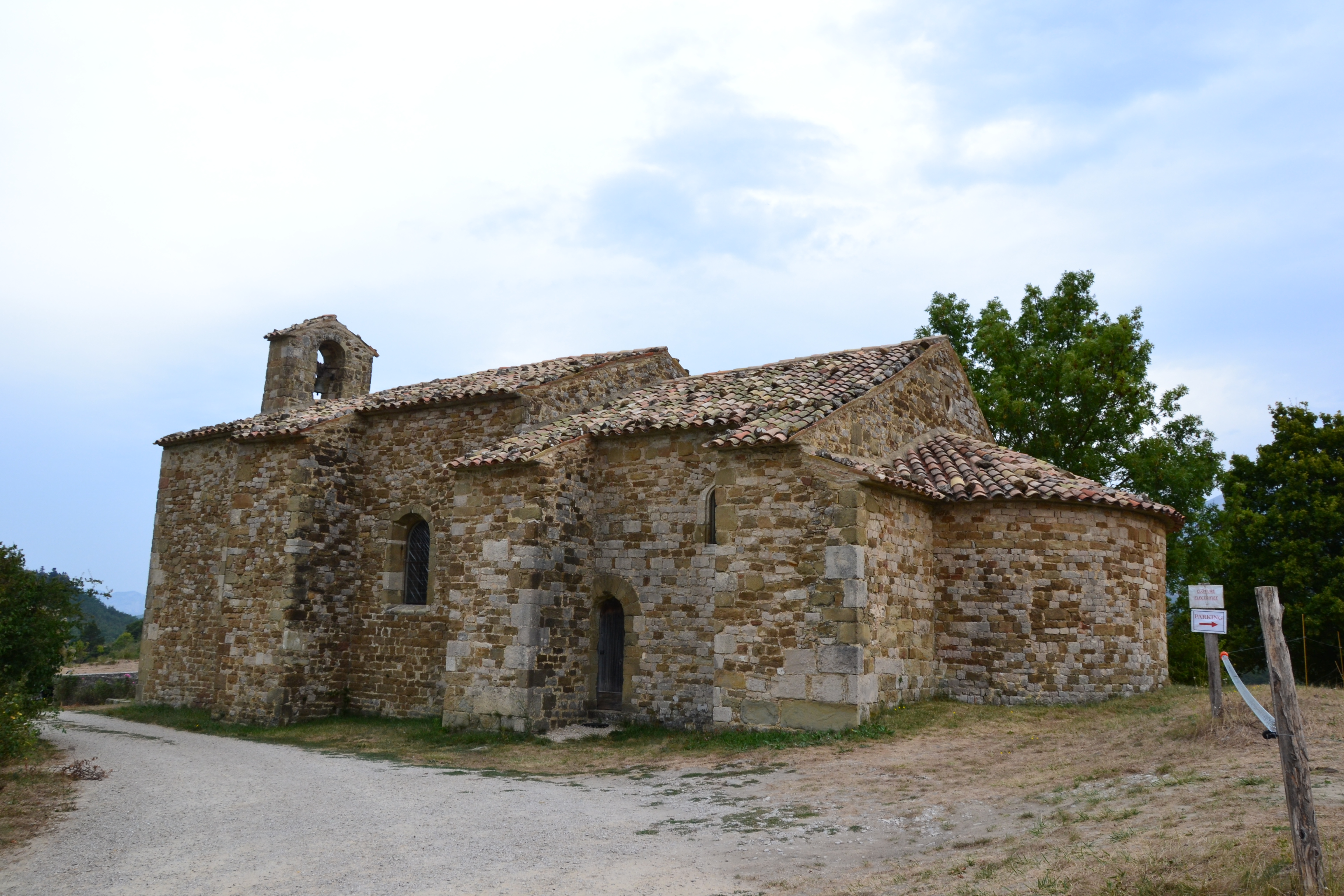
Kapelle Saint-Jean

| Jahr                       | 1962 | 1968 | 1975 | 1982 | 1990 | 1999 | 2007 | 2016 |
| Einwohner                  | 88   | 80   | 85   | 86   | 79   | 89   | 93   | 98   |
| Quellen: Cassini und INSEE |      |      |      |      |      |      |      |      |

## Sehenswürdigkeiten
- Kapelle Saint-Jean-Baptiste aus dem 12. Jahrhundert
- Schlossruine Château de La Vialle

## Persönlichkeiten
- Georges-Sully Chapus (1887–1964), Gymnasiallehrer und Linguist